# Disappointed
«Disappointed» (с англ. — «разочарованный») — песня британской группы Public Image Ltd, ставшая первым синглом с их альбома 1989 года 9. Был выпущен и в 7-дюймовых и в 12-дюймовых форматах. Сингл занял 38 место на британском хит-параде. Также сингл занял 1 место на американском хит-параде Alternative Songs.

## О сингле
Выпущенный как стандартный сингл, и как двойной (раскрывающийся) конверт с ограниченным тиражом. Обе обложки идентичны, однако двойной конверт имеет уникальные иллюстрации внутри.
Лу Эдмондс, который вынужден был покинуть группу во время записи альбома 9, получил сокредит за обе песни, хотя не играл на них. сокредит также получил Стивен Хэгу за песню «Disappointed».

## Список композиций
7" формат
1. «Disappointed (7» Edit)"
2. «Same Old Story»

12" формат
1. «Disappointed (12» Edit)"
2. «Same Old Story»
3. «Disappointed (7» Edit)"